# Аркан керу
Аркан керу — свадебная традиция у казахов. Во время прохождения каравана жениха и невесты мимо аула родственников невесты на их пути натягивают аркан или цветную ленту. Родственники жениха, чтобы все было благополучно, дарят встречающим подарки.
В современном варианте — встреча сватов со стороны жениха. Аркан натягивается перед домом, от сватов требуют ответов на традиционные вопросы. После этого аркани разрезается, сваты приглашаются в дом за стол. Традиция требует, чтобы первое время причина прихода не раскрывалась, сватовство и раздача подарков со стороны сватов происходит после знакомства и угощения.
Считается, что первый подарок следует вручить матери невесты, второй — калым — отцу невесты. В конце ритуала приглашается невеста, которой надевают серьги — символ заключённой помолвки, и назначается день свадьбы.